# Octaedro
Un octaedro u octoedro (del griego ὀκτώ "ocho" y ἕδρα "asiento" o "cara") es un poliedro de ocho caras. Con este número de caras puede ser un poliedro convexo o un poliedro cóncavo. Sus caras pueden ser poliedros de siete lados o más. Si las ocho caras del octaedro son triángulos equiláteros, iguales entre sí, el octaedro es convexo y se denomina regular, siendo una figura de los denominados sólidos platónicos.

## Volumen, área y desarrollo

Animación de uno de los desarrollos del octaedro.

Dado un octaedro regular de arista a, podemos calcular su volumen V mediante la siguiente fórmula:
| {\displaystyle V={\frac {1}{3}}{\sqrt {2}}\cdot a^{3}} | {\displaystyle V={\frac {1}{3}}{\sqrt {2}}\cdot a^{3}} |
| ------------------------------------------------------ | ------------------------------------------------------ |
| (Aproximadamente 0,47·a³)                              |                                                        |

Y el área total de sus caras A (que es 8 veces el área de una de ellas, Ac), mediante:
| {\displaystyle A=8\cdot A_{c}=8\cdot {\frac {\sqrt {3}}{4}}\cdot a^{2}=2{\sqrt {3}}\cdot a^{2}} | {\displaystyle A=8\cdot A_{c}=8\cdot {\frac {\sqrt {3}}{4}}\cdot a^{2}=2{\sqrt {3}}\cdot a^{2}} |
| ----------------------------------------------------------------------------------------------- | ----------------------------------------------------------------------------------------------- |
| (Aproximadamente 3,46·a²)                                                                       |                                                                                                 |

La altura (la diagonal de mayor longitud) del octaedro regular es
{\displaystyle H=L\cdot {\sqrt {2}}\approx L\cdot 1.414213562}

## Propiedades particulares

### Simetría
Un octaedro regular tiene tres ejes de simetría de orden cuatro, las rectas que unen vértices opuestos; seis ejes de simetría de orden dos, las rectas que unen los centros de aristas opuestas; cuatro ejes de simetría de orden tres, las rectas que unen los baricentros de las caras opuestas. De este modo tiene un total de 24 rotaciones que lo preservan:
- la identidad,
- 3 rotaciones de 90° y 3 de -90°,
- 4 rotaciones de 120° y 4 de -120°,
- 9 rotaciones de 180°, (3 de ellas provienen de los ejes de simetría de orden 4).

Por otro lado, es preservado también por 24 trasformaciones negativas (que no preservan la orientación del espacio):
- 1  simetría central,
- 6 reflexiones rotadas de {\displaystyle \pm } 90° (con planos que contienen cada grupo de aristas coplanares),
- 8 reflexiones rotadas de {\displaystyle \pm } 120° (con planos paralelos a cada par de caras opuestas),
- 9 planos de simetría, tres que contienen cada grupo de aristas coplanares, y seis perpendiculares a cada par de aristas paralelas.

Así, el grupo de simetrías del octaedro es igual al del cubo y tiene 48 elementos. Este es uno de los grupos de simetría octaédricos, el denominado Oh según la notación de Schöenflies.

### Conjugación
Su poliedro conjugado es un cubo.

### Secciones
Como propiedad peculiar del octaedro, se puede mencionar que seccionándolo con un plano que pase por el centro de seis de sus aristas se obtiene un hexágono regular.

### Proposiciones
1. Si un octoedro es regular, entonces las caras opuestas están contenidas en planos paralelos.
2. Si en todo octoedro regular los vértices de una cara cualquiera se unen con el centro de la cara opuesta, se determinan 3 regiones triangualares congruentes, estas con la cara primigenia forman un tetraedro regular.[2]

## Tipos
Es posible reunir los octoedros en diversos tipos, tal como sigue.
1. Una pirámide de base heptagonal ( 7 lados) tiene 7 caras laterales. En total tiene 8 caras con la base, por lo tanto es un octoedro.
2. Un prisma de base hexagonal tiene 6 caras y las 2 bases, hacen un total de 8 caras.→octoedro
3. Una bipirámide con pirámide generatriz de base cuadrilátera también es un octoedro. Tiene ocho caras triangulares.

## Aplicaciones prácticas, ejemplos y otros usos
- En los dados de rol el dado de ocho caras es un octaedro regular. Su notación escrita es «D8».
- Uno de los ángeles del anime Neon Genesis Evangelion, nombrado Ramiel, es básicamente un octaedro regular.

## Formas octaédricas observadas en la naturaleza
En cristalografía, es común encontrar cristales con estructuras octaédricas. En algunos casos, esta estructura macroscópica es un reflejo directo de la geometría molecular octaédrica que presentan a nivel microscópico. Minerales del sistema regular que presentan hábito cristalino octaédrico son, entre otros, el diamante, la magnetita y la fluorita.